# Сулейменов Тулеутай Скакович
Тулеутай Скакович Сулейменов (1 жовтня 1941, Семипалатинськ, Казахська РСР) — казахський політик та дипломат, перший міністр закордонних справ Казахстану. Професор Академії державного управління при Президенті Республіки Казахстан.

## Життєпис
Народився 1 жовтня 1941 року у місті Семипалатинськ. У 1967 році закінчив Карагандинський політехнічний інститут. У 1980 році Дипломатичну Академію МЗС СРСР. Доктор політичних наук (2010).
У 1969—1971 рр. — майстер цеху, секретар комітету комсомолу Карагандинського металургійного заводу.
У 1971—1977 рр. — перший секретар Темиртауский міськкому ЛКСМ Казахстану, голова міського Комітету народного контролю, другий секретар Темиртауский міськкому Компартії Казахстану.
У 1977—1980 рр. — слухач Дипломатичної академії МЗС СРСР.
У 1980—1981 рр. — перший секретар відділу країн Середнього Сходу МЗС СРСР.
У 1981—1985 рр. — консул Генерального консульства СРСР в місті Мазарі-Шаріф (Афганістан).
У 1985—1988 рр. — радник відділу країн Середнього Сходу МЗС СРСР.
У 1988—1991 рр. — радник Посольства СРСР в Ісламській Республіці Іран.
У 1991—1994 рр. — Міністр закордонних справ Республіки Казахстан.
У 1994—1996 рр. — Надзвичайний і Повноважний Посол Республіки Казахстан в США.
У 1996—2001 рр. — Надзвичайний і Повноважний Посол Республіки Казахстан в Угорщині, Надзвичайний і Повноважний Посол РК в Польщі, Болгарії, Чехії , Словаччини і Румунії за сумісництвом.
У 2001—2003 рр. — Надзвичайний і Повноважний Посол Республіки Казахстан в Королівстві Бельгія, Надзвичайний і Повноважний Посол РК в Люксембургі, Нідерландах, глава представництва при Європейському Союзі в НАТО за сумісництвом.
У 2003—2005 рр. — Надзвичайний і повноважний посол Республіки Казахстан в Польщі.
З 2005 року — директор Інституту дипломатії. Віце-ректор, професор кафедри «Зовнішня політика» Академії державного управління при Президентові Республіки Казахстан, професор Євразійського національного університету ім. Л. Н. Гумільова